# Punta Basei
Punta Basei je hora ležící v pohoří Grajské Alpy v Itálii v provincii Aosta. Horu svírají dva ledovce, přičemž západní je Ghiacciao di Lavassey a východní, který dává vrcholu tvář je Ghiacciao Basei. Vrchol patří do skupiny vrcholu dříve známých jako Galisia. Jedná se o trojlístek Punta Basei, Punta Galisia (3346 m), Punta Bousson (3337 m).

## Poloha
Hora leží 2 km západně od silničního sedla Col del Nivolé (2612 m) a 2 km severně od francouzských hranic, při kterých vede také pomyslná hranice mezi pohořím Vanoise a Grajskými Alpami. Vrchol je součástí národního parku Gran Paradiso.

## Výstup

### Turistika
- Východ

Turistický výstup na vrchol je možný v podstatě jen od východu, kde ze sedla Nivolé míří k hoře značená cesta. V polovině své délky míjí jezerní planinu Piani Rosett a přes skalní práh (I-II.UIAA) vystupuje na strmý buben ledovce Basei. Ten cesta přechází ve směru severozápad – jihovýchod až ke skalní koruně vrcholu. Ta je zajištěna fixním lanem (často namrzlá skála) a dále lehčím lezením (II.UIAA) k vrcholovému kříži. Sestup je možný a také jednodušší po severním rameni hory na planinu Rosett.

### Horolezectví
- Západní stěna

Prudký svah, přechod ledovce Lavassey, stěna je často zmrzlá, nejčastěji chozené z chaty Rifugio Benevolo. Nejlepší období k výstupu je jaro.
- Jihozápadní hřeben

Hřeben propojující vrcholy Punta Basei a jižněji ležící Punta Bousson (3337 m). Cesta je poměrně frekventovaná lezci v sezóně. Obtížnost je klasifikace III.UIAA
- Jihovýchodní hřeben

Cesta vede od skalního výčnělku Rocca Bianca (2703 m), ležícího západně od Lago Angel (2300 m). Skála je špatné kvality, výškový rozdíl 500 metrů.

## Vodstvo
Planina Piani Rosett nacházející se mezi vrcholy Punta Basei, Punta Gran Vaudala (3272 m) a Mont Taou Blanc (3428 m), ve výšce 2750 metrů je doslova poseta jezery a plesy, spojenými mezi sebou systémem říček. Největší z nich je Lago Rosett, které dalo planině jméno. Další jezera jsou: Lago Leitá, Laghi Trebecchni, Lago Nero, Laghi Chanavey a přímo v silničním sedle dvě větší plesa Laghi del Nvolé. Pod jižní stěnou vrcholu Punta Basei se nachází velké přehradní jezero Lago Serrú (2275 m) a výše leží Lago Angel. Pod vrcholem pramení řada řek jako např. Dora di Rhêmes, Rio Rosset, Dora del Nivolé či T. Orco.

## Horské chaty
- Rifugio Benevolo (2285 m) — Vlastníkem je sekce italského Alpenvereinu CAI Torino, kapacita 61 lůžek, 5 míst ve winterraumu. Obvykle otevřena od časného jara pro např. pro skialpinisty lyžující v dolině Val di Rhêmes.
- Rifugio Città di Chivasso (2606 m) — Leží jižně pod sedlem Col del Nivolé, kapacita 70 lůžek, 6 míst ve winterraumu.
- Albergo Savoia (2532 m) — Leží v sedle Col del Nivolé, kapacita 65 míst.